# Autoroute A650 (France)
L'autoroute A650 était un projet d'autoroute. Le projet, abandonné en 2008, devait relier Pau à Oloron-Sainte-Marie dans le département des Pyrénées-Atlantiques et la région Nouvelle-Aquitaine.
Du côté de Pau, l'autoroute devait se raccorder à l'A64 Bayonne - Toulouse à l'échangeur de Poey-de-Lescar et prolonger l'A65 Langon - Pau. À l'autre extrémité, elle devait se raccorder à la voie de contournement d'Oloron-Sainte-Marie. Après Oloron un réaménagement de la RN 134 en vallée d'Aspe devait compléter l'itinéraire jusqu'au tunnel du Somport. Plusieurs tronçons de cette route ont été réaménagés depuis 1996.
Son tracé concernait les communes de Lescar, Poey-de-Lescar, Artiguelouve, Arbus, Monein, Aubertin, Lacommande, Lasseube, Estialescq, Escout et Précilhon.